# Historia Bet Sze’an
Bet Sze’an – jedno ze starożytnych miast, którego historia sięga epoki kamienia. Z powodu swojego geograficznego położenia na skrzyżowaniu szlaków handlowych Doliny Jordanu i Doliny Jezreel odegrało ważną rolę historyczną. Na przestrzeni wielowiekowej historii było nazywane: Scytopolis, Nysa i Beisan.

## Starożytność
Położenie geograficzne miasta Bet Sze’an decydowało o jego strategicznym znaczeniu w regionie. Miasto leży w Dolinie Bet Sze’an, która jest częścią Rowu Jordanu w Dolnej Galilei. Dolina Bet Sze’an przechodzi w kierunku zachodnim w Dolinę Charod, następnie w Dolinę Jezreel, która przez Emek Zewulun łączy się z równiną przybrzeżną w rejonie Zatoki Hajfy. W ten sposób Bet Sze’an kontrolowało skrzyżowanie najważniejszych szlaków handlowych w Dolinie Jordanu i Dolinie Jezreel, broniąc w ten sposób dostępu do wybrzeża Morza Śródziemnego, a także do całej Galilei. Takie położenie powodowało, że od najdawniejszych czasów znajdowały się tutaj osady ludzkie. Wykopaliska archeologiczne prowadzone na tell Bet Sze’an ustaliły prawdopodobną datę najwcześniejszej obecności ludzi. Wyniki badań wskazują, że pierwsza osada powstała pod koniec okresu neolitu lub na początku chalkolitu (VI-V tysiąclecie p.n.e.). Pozostałości odnalezionej ceramiki wskazują, że osada istniała z przerwami do końca wczesnej epoki brązu (III tysiąclecie p.n.e.). Położony w północnej części wzgórza cmentarz był użytkowany od epoki brązu do czasów bizantyjskich. Najstarsze odkryte nagrobki kanaanejskie pochodzą z XX-XVI wieku p.n.e.
Po podboju Bet Sze’an przez egipskiego faraona Totmesa III (XV wiek p.n.e.), miasto zostało przekształcone w centrum administracji regionu. Zostało ono wówczas wymienione w liście zdobytych miast (świątynia Amona w Karnaku) oraz w listach z Amarny. Egipcjanie zmienili organizację miasta i pozostawili po sobie wiele śladów kultury materialnej. Odkryto pozostałości dużej świątyni z tego okresu (39 m długości). Odnalezione artefakty wskazują, że była ona poświęcona kananejskiemu bogowi Mekalowi. Prawdopodobnie świątynię wybudowano w miejscu starszej. Z innych obiektów odkryto mały pałac egipskiego namiestnika, duży budynek administracyjny, stele i pomnik. Najazdy ludów Morza zakończyły panowanie egipskie w Kanaanie. Prawdopodobnie w drugiej połowie XIII wieku p.n.e. ziemie te zajęły koczownicze plemiona izraelitów. Około 1100 roku p.n.e. zdobyli je Filistyni, którzy wykorzystywali je do dalszego podboju Starożytnego Izraela. Około 1007 roku p.n.e. w bitwie na wzgórzu Gilboa Filistyni zabili izraelskiego króla Saula i trzech jego synów. Biblia opisuje, że na murach Bet Sze’an zawieszono wówczas ciało zabitego króla. Fragmenty murów obronnych miasta z tego okresu zostały odnalezione. Miasto zostało zdobyte przez Izraelitów dopiero za czasów podbojów króla Dawida i włączone w granice jego zjednoczonego królestwa Izraela. W okresie panowania jego syna, króla Salomona, Bet Sze’an było ważnym ośrodkiem lokalnej administracji. Asyryjski podbój północnego Izraela dokonany przez Tiglat-Pilesera III doprowadził do spalenia w 732 roku p.n.e. miasta Bet Sze’an. Po tym zniszczeniu miasto przez bardzo długi czas nie było odbudowywane.

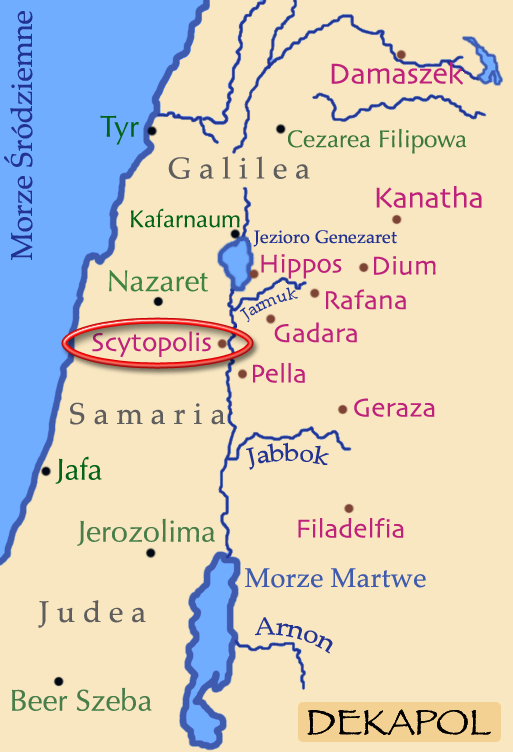
Miasto Scytopolis (Bet Sze’an) na mapie Dekapolu

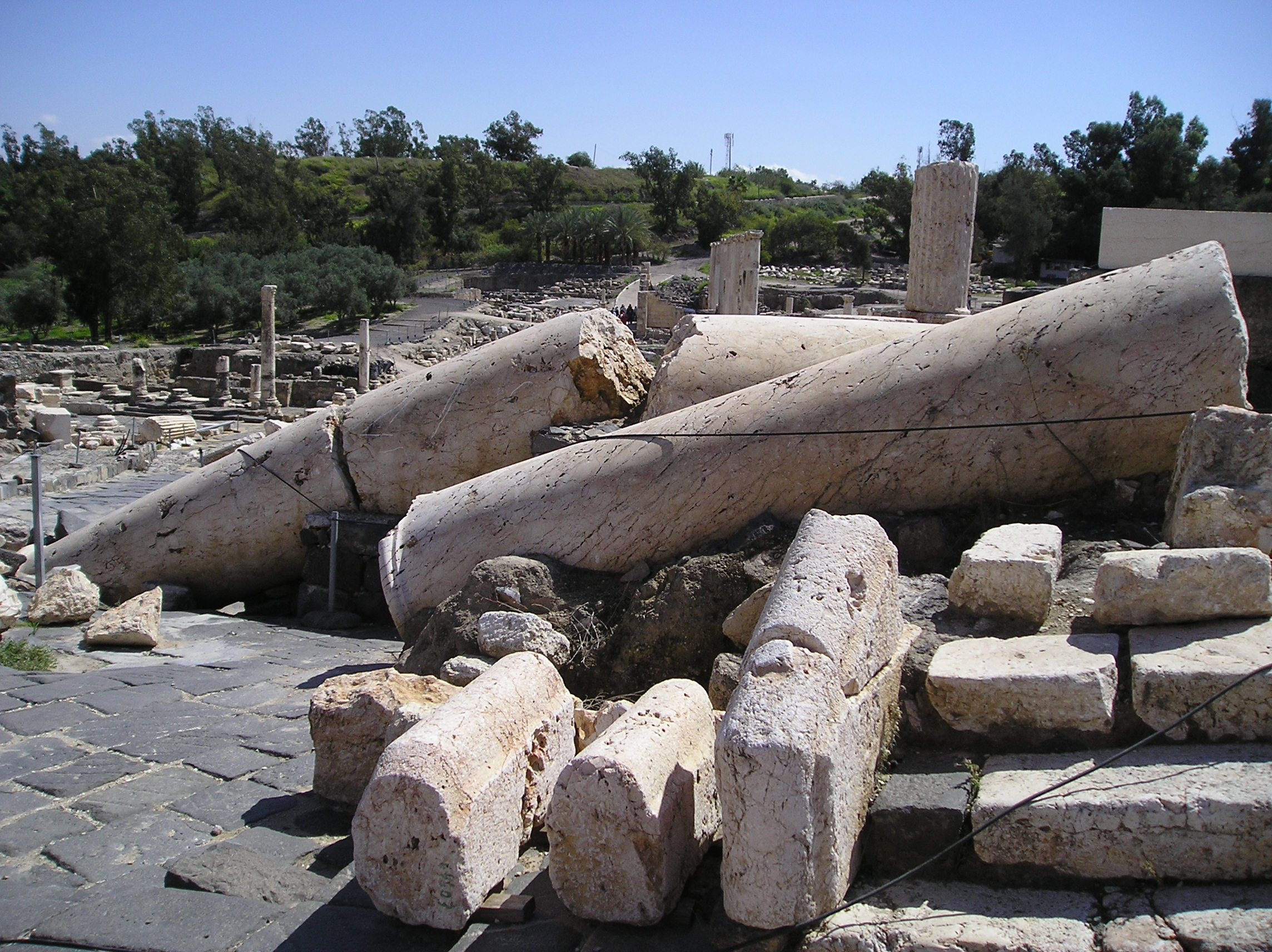
Ruiny miasta Scytopolis

Okres hellenistyczny przyniósł odbudowę miasta, któremu zmieniono nazwę na Scytopolis (gr. Σκυθόπολις). Prawdopodobnie nazwa została zaczerpnięta od scytyjskich najemników, którzy po zakończeniu służby wojskowej osiedlili się tutaj jako weterani. Według mitologii greckiej założycielami miasta był Dionizos i opiekunka jego dzieci, Nysa, która została właśnie tam pochowana. Stąd miasta było powszechnie znane jako Nysa-Scytopolis. Niewiele wiadomo o wczesnej historii tego miasta, poza faktem, że w III wieku p.n.e. na tutejszym wzgórzu wybudowano dużą świątynię. Nie wiadomo komu była ona poświęcona, ale użytkowano ją jeszcze w czasach rzymskich. W latach 301-198 p.n.e. cały obszar Scytopolis znajdował się pod kontrolą egipskich Ptolemeuszy, którzy prowadzili wojny z syryjskimi Seleucydami (w 198 roku p.n.e. podbili ten rejon). Za panowania króla Antiocha IV w II wieku p.n.e. Scytopolis uzyskało prawa miejskie. Rozpoczął się wówczas okres dużego rozwoju i rozbudowy miasta. Odegrało ono ważną rolę w żydowskim powstaniu Machabeuszów (lata 167-160 p.n.e.). Król Demetriusz II Nikator stracił tutaj żydowskiego arcykapłana Jonatana. Pod koniec II wieku p.n.e. miasto zostało zniszczone przez pożar. W 107 roku p.n.e. zdobył je etnarcha Judei Jan Hirkan I, który zmusił całą tutejszą ludność do religijnego obrządku obrzezania praktykowanego w judaizmie. Mieszkańcy, którzy odmówili musieli opuścić miasto, a ich majątki uległy konfiskacie. Rodziny mogły odzyskać swoje mienie po 63 roku p.n.e., kiedy rzymski generał Pompejusz włączył Scytopolis do związku dziesięciu greckich miast Dekapolu. Stanowiły one centrum kultury greko-rzymskiej, a Pax Romana gwarantował miastom rozwój, o czym poświadcza wspaniała architektura budowli wzniesionych w tym okresie. Wydarzenie było tak doniosłe, że mieszkańcy Scytopolis oparli swój kalendarz właśnie na tej dacie. Rzymianie wznieśli termy, teatr, hipodrom, decumanus i cardo, oraz inne charakterystyczne rzymskie budowle. Ciemne bloki bazaltu dostarczano z odległych o 7 km wzgórz Gilboa. Stamtąd docierała także woda, specjalnie w tym celu wybudowanym akweduktem. W czasie wojny żydowsko-rzymskiej (66–73) miasto opowiedziało się po stronie Cesarstwa rzymskiego. Najlepsze lata swojej świetności miasto przeżywało w II wieku. W jego pobliżu stacjonował wówczas VI legion rzymski. Scytopolis było jednym z najważniejszych ośrodków włókiennictwa imperium rzymskiego. W jednym z edyktów o cenach maksymalnych cesarza Dioklecjana, wytwarzane w tutejszych warsztatach tkaniny zostały sklasyfikowane jako wyroby pierwszej jakości. Po edykcie mediolańskim (313 rok) w mieście wzrosły wpływy społeczności chrześcijańskiej, o czym świadczy duża liczba kościołów. Całe miasto otoczono murem obronnym, a położoną w centrum pogańską świątynię zburzono. Podczas trzęsienia ziemi w 363 roku, wiele budynków zostało zniszczonych. Miasto szybko odbudowano i w 409 roku zostało stolicą rzymskiej prowincji Palæstina Secunda.

## Średniowiecze

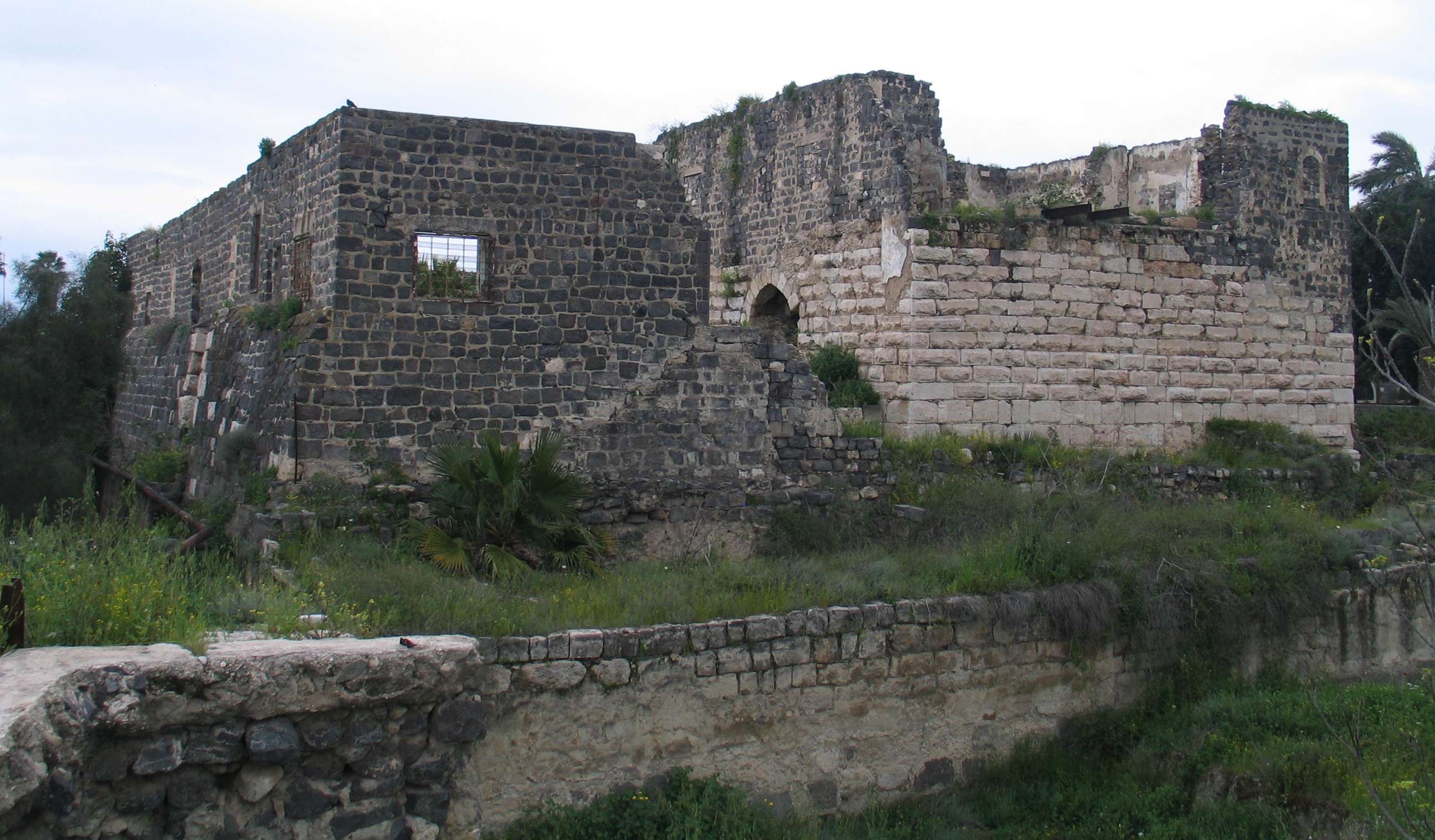
Pozostałości twierdzy krzyżowców w Beisan

Od 395 roku w historii Bet Sze’an zaczął się okres bizantyjski. O bogactwie ówczesnych mieszkańców Scytopolis świadczą odnalezione piękne zdobienia w pozostałościach licznych luksusowych willi. W VI wieku miasto osiągnęło swoją maksymalną wielkość, osiągając populację 40 tys. mieszkańców. Do najsławniejszych obywateli Scytopolis zalicza się chrześcijańskiego historyka Cyryla Scytopolitańskiego. Przebywali w nim na wygnaniu: Euzebiusz z Vercelli oraz święty Gaudencjusz w czasie schizmy ariańskiej. Do upadku miasta przyczynił się wyzysk urzędników bizantyjskich, którzy doprowadzili do zapaści tutejsze rzemiosło włókiennicze.
W 634 roku muzułmański kalif Umar ibn al-Chattab pokonał wojska bizantyjskie i zajął miasto Scytopolis, którego nazwę zmieniono na Beisan. Dzień zajęcia miasta był świętowany jako „Dzień Beisan”. Miasto nie zostało zniszczone i nowo przybyli muzułmanie aż do VIII wieku żyli razem z chrześcijanami. Jednak miasto pod panowaniem Ummajjadów zaczęło stopniowo chylić się ku upadkowi, a zabytki rzymsko-bizantyjskiej architektury zaniedbano. W architekturze miasta coraz bardziej zaczęła dominować typowa arabska zabudowa, z ulicznymi prowizorycznymi straganami i sklepami tworzonymi pomiędzy starożytnymi kolumnami. 18 stycznia 749 roku Beisan zostało całkowicie zniszczone przez trzęsienie ziemi. Miasto nie zdołało się już odbudować, a dowodem jego postępującej dewastacji było wywożenie cennych marmurów na budowy w innych częściach kraju. Na ruinach miasta powstało kilka niewielkich osiedli mieszkaniowych, z charakterystycznymi wąskimi uliczkami arabskimi. Od 1099 roku obszar Palestyny znalazł się pod panowaniem krzyżowców, którzy utworzyli Królestwo Jerozolimskie. Około 1140 roku krzyżowcy wybudowali na północ od Beisan zamek obronny Belvoir. W samym mieście wybudowano niewielką twierdzę otoczoną fosą. W 1250 roku panowanie nad Palestyną objęli Mamelucy. Beisan było wówczas głównym miastem postojowym dla poczty kursującej pomiędzy Damaszkiem a Kairem. W okolicy miasta uprawiano i przetwarzano trzcinę cukrową. W tym okresie wybudowano most łukowy Jisr al-Maqtua (długość łuku wynosiła 25 stóp i znajdowała się 50 stóp nad wodą). W XIV wieku w Beisan osiedlili się Żydzi powracający z diaspory. Żydowski topograf Esztori HaParchi osiedlił się w Beisan i napisał w 1322 roku traktat Kaftor wa-Ferah (pol. Pączek i kwiat) traktujący o geografii Palestyny (opublikowany w 1549 roku w Wenecji).

## Historia nowożytna
Od 1517 roku Palestyna znajdowała się pod panowaniem Imperium Osmańskiego. W okresie tym Beisan systematycznie traciło swoje regionalne znaczenie. Lokalna gospodarka upadała, a mieszkańcy miasta ubożeli uciskani przez turecki system feudalny, który wynajmował ziemię dzierżawcom i ściągał następnie od nich wysokie podatki. Szwajcarsko-niemiecki podróżnik Johann Ludwig Burkhart opisał w 1812 roku Beisan jako „wieś złożoną z 70 do 80 domów, których mieszkańcy byli w żałosnym położeniu”.

## Historia najnowsza

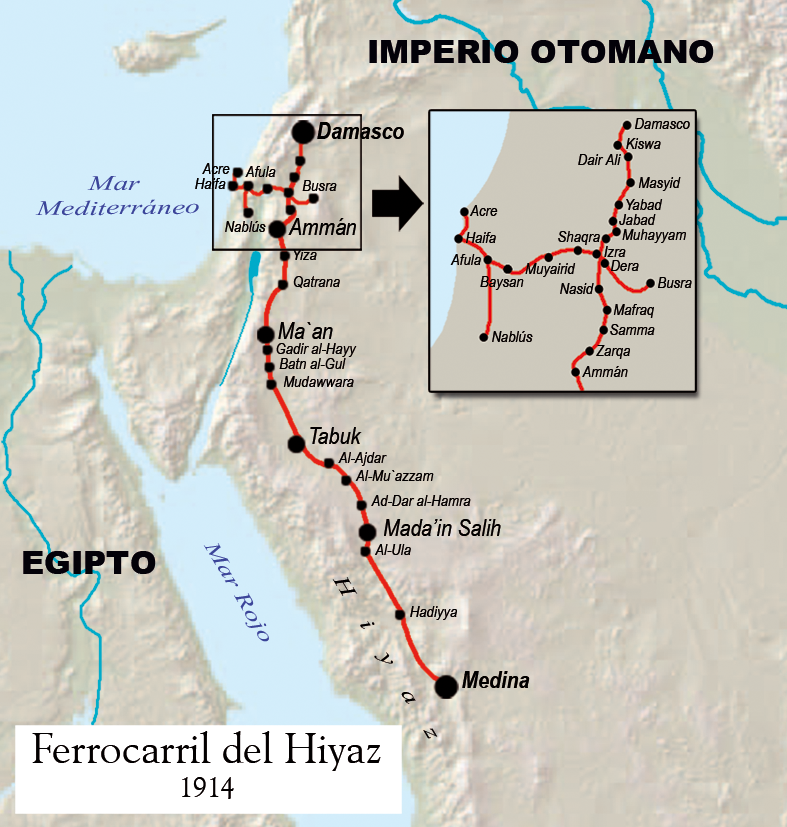
Mapa linii kolejowej Hidżaz łączącej Damaszek z Medyną, z odnogą prowadzącą przez Beisan do Hajfy

Pewne ożywienie Beisan nastąpiło dopiero po 1900 roku, kiedy to wybudowano odnogę linii kolejowej Hidżaz. Linia ta łączyła Damaszek z Medyną. Aby ożywić gospodarkę Palestyny zdecydowano się na budowę odnogi łączącej główną linię kolejową z miastem Hajfa. Powstanie stacji kolejowej w Beisan spowodowało niewielkie ożywienie gospodarcze okolicy, w której uprawiano wówczas oliwki, winogrona, figi, migdały, morele i jabłka. W wyniku I wojny światowej we wrześniu 1918 roku Beisan znalazło się pod kontrolą Brytyjczyków, którzy w 1922 roku oficjalnie utworzyli Mandat Palestyny. Na początku lat 30. XX wieku organizacje syjonistyczne wykupiły w tym rejonie znaczne ilości ziemi od arabskich właścicieli, co umożliwiło w kolejnych latach rozwój osadnictwa żydowskiego w Dolinie Bet Sze’an. W 1934 roku Thomas Edward Lawrence zanotował, że „Beisan jest czysto arabską wioską ... z dachów można podziwiać piękny widok na rzekę [Jordan] ... na równinie nadrzecznej są porozrzucane liczne obozowiska koczowniczych Beduinów, którzy wypasają swoje stada”. W Beisan istniała jednak niewielka społeczność żydowska, która została zniszczona w 1936 roku podczas arabskiego powstania w Palestynie. Doszło wówczas także do arabskich ataków na okoliczne żydowskie osady rolnicze. W ramach akcji odwetowej, w 1938 roku Orde Wingate poprowadził siły żydowskich policji do ataku na Beisan. Jednak rosnące osadnictwo żydowskie było przyczyną narastania konfliktu żydowsko-arabskiego. Wielka Brytania poszukując sposobu rozwiązania konfliktu przeprowadziła szczegółową analizę istniejących problemów. Dane brytyjskich władz mandatowych z 1945 roku pokazują, że w Beisan mieszkało wówczas 5720 osób, w tym 540 Żydów. W Dystrykcie Beisan mieszkało 16660 muzułmanów (67%), 7950 Żydów (30%) i 680 chrześcijan (3%). Arabowie posiadali 44% gruntów, Żydzi posiadali 34% gruntów, a 22% stanowiły grunty publiczne. W 1947 roku Wielka Brytania przekazała problem Palestyny w ręce ONZ. Przyjęta 29 listopada 1947 roku Rezolucja Zgromadzenia Ogólnego ONZ nr 181 przyznała cały obszar doliny Bet Sze’an państwu żydowskiemu. W dzień po przyjęciu rezolucji wybuchła wojna domowa w Palestynie, której kontynuacją była I wojna izraelsko-arabska. 16 lutego 1948 roku pobliski kibuc Tirat Cewi zaatakował arabski oddział dowodzony przez Fauziego al-Kawukdżiego. W trakcie ciężkiej walki zginął 1 obrońca i 57 napastników. Po nieudanym ataku większość mieszkańców okolicznych wiosek uciekła, ponieważ obawiała się żydowskiej zemsty. 4 maja 1948 roku wysoki lider ruchu syjonistycznego Josef Weitz napisał w swoim dzienniku: „Dolina Bet Sze’an jest bramą naszego państwa w Galilei ... zajęcie jej jest potrzebą chwili”. To z tego powodu siły żydowskiej organizacji paramilitarnej Hagana wkroczyły 12 maja 1948 roku do miasta Beisan. Większość arabskich mieszkańców uciekła zanim do miasta wkroczyli żydowscy żołnierze. Nielicznych pozostałych arabskich chrześcijan wysiedlono do Nazaretu. W następnych miesiącach Hagana wysiedliła i zniszczyła praktycznie wszystkie okoliczne wioski arabskie.
Pod władzą państwa izraelskiego zmieniono nazwę miasta na Bet Sze’an. Utworzono tutaj obóz uchodźców (ma’abarot), który przyjmował żydowskich imigrantów z Afryki Północnej. Bet Sze’an utraciło tym samym prawa miejskie, i jako wioska znalazło się w stagnacji gospodarczej. W latach 50. XX wieku do doliny dotarła fala żydowskich imigrantów z Maroka, Turcji, Egiptu, Syrii, Kurdystanu i Iraku. Podczas wojny na wyczerpanie (1967–1970) przygraniczne osady były wielokrotnie ostrzeliwane przez jordańską artylerię i poniosły z tego powodu duże straty. W przededniu wybuchu wojny sześciodniowej, 4 czerwca 1967 roku, miasto Bet Sze’an zostało ostrzelane ze strony Jordanii. Dopiero działania wojenne wojny sześciodniowej przyniosły stabilizację i uspokojenie sytuacji w całej dolinie. 19 listopada 1974 roku trzej palestyńscy terroryści z Demokratycznego Frontu Wyzwolenia Palestyny przekroczyło granicę z Jordanii w przebraniu robotników. Przeprowadzili oni atak na Bet Sze’an, zabijając czterech cywili i raniąc kolejnych 20 osób. Przybyli żołnierze zastrzelili napastników. Atak wywołał głęboki szok wśród mieszkańców miasta. W 1999 roku Bet Sze’an otrzymało prawa miejskie i stało się ważnym ośrodkiem administracji w dolinie Bet Sze’an. W ostatnim dziesięcioleciu osiedlili się tutaj imigranci z Etiopii, Ameryki Południowej i krajów byłego ZSRR.
W dniu 28 listopada 2002 roku doszło do ataku na lokal wyborczy Likudu w Bet Sze’an, w którym zginęło 6 Izraelczyków, a 36 osób zostało rannych. Podczas II wojny libańskiej 3 sierpnia 2006 roku na miasto spadły trzy rakiety Khaibar-1 wystrzelone przez organizację terrorystyczną Hezbollah z południowego Libanu. Rannych zostało siedem osób.